# Uganda Airlines
Uganda Airlines ist eine ugandische Fluggesellschaft die zwischen 1977 und 2001 bestand und 2018 neu gegründet wurde. Die Gesellschaft ist ein Staatsbetrieb.

## Geschichte
Bereits 2012 gab es Pläne einer Neuauflage der Gesellschaft, 2018 wurde dann eine erste Anzahlung in Höhe von 1,2 Mio. US-Dollar für den Kauf von sechs neuen Flugzeugen bei Airbus und Bombardier Aerospace getätigt. Die Betriebserlaubnis wurde am 26. Juli 2019 erteilt. Der Erstflug fand am 27. August 2019 mit einer Bombardier CRJ-900 statt und führte von Entebbe nach Nairobi.
Die Fluggesellschaft erhielt Ende 2020 ihren ersten Airbus A330neo, der drei Monate vor ihrer erneuten Betriebsgenehmigung im April 2019 bestellt worden war.
Ab 2021 sollten London, Hongkong und Guangzhou mit dem neuen Airbus A330neo angeflogen werden. Aufgrund eines fehlenden Sicherheitsaudits des Flughafens Entebbe konnte 2023 London noch nicht als Ziel aufgenommen werden. Es wäre ein Zwischenstopp nötig, damit eine zertifizierte Sicherheitskontrolle durchgeführt werden kann.

## Flugziele
Von Entebbe aus werden zehn Ziele in Afrika sowie Dubai und Mumbai angeflogen. Für die regionalen Ziele werden Bombardier CRJ900 eingesetzt, während die Airbus A330neo für den internationalen Luftverkehr vorgesehen sind.

## Zwischenfälle
- Am 17. Oktober 1988 führte die Besatzung einer Boeing 707-338C der Uganda Airlines (Luftfahrzeugkennzeichen 5X-UBC) einen unsachgemäßen Landeanflug auf den Flughafen Rom-Fiumicino durch. In Unkenntnis ihrer genauen Flugposition ließen die Piloten ihre Maschine im Landeanflug absinken, bis diese 1300 Meter vor der Landebahn ein Hausdach streifte und zu Boden stürzte. Bei diesem CFIT (Controlled flight into terrain) wurden alle 7 Besatzungsmitglieder sowie 26 der 45 Passagiere getötet (siehe auch Uganda-Airlines-Flug 775).[9]

## Flotte
Mit Stand Juni 2025 besteht die Flotte der Uganda Airlines aus sieben Flugzeugen mit einem Durchschnittsalter von 6,1 Jahren:
| Flugzeugtyp         | Anzahl | bestellt | Anmerkungen           | Sitzplätze      | Durchschnittsalter |
| ------------------- | ------ | -------- | --------------------- | --------------- | ------------------ |
| Airbus A320-200     | 1      |          | Betrieben von DAT A/S | 174 (-/-/174)   | 9,8 Jahre          |
| Airbus A330-800     | 2      |          |                       | 261 (20/28/213) | 4,5 Jahre          |
| Bombardier CRJ900LR | 4      |          |                       | 76 (12/-/64)    | 6,0 Jahre          |
| Gesamt              | 7      | –        |                       |                 | 6,2 Jahre          |